# Паскал Шимбонда
Паскал Шимбонда (фр. Pascal Chimbonda; Лез Абим, 21. фебруар 1979) француски је фудбалер који тренутно игра за Скелмерсдејл јунајтед. Играо је за француску репрезентацију 2006. године.

## Клупска каријера
Шимбонда је своју фудбалску каријеру започео у клубу Авр. Након успешне прве сезоне, потписује уговор са клубом ФК Бастија где остаје до 2005. године.
Јула 2005. прелази у ФК Виган атлетик. Изабран је за најбољег играча прве лиге. Након годину дана успешне игре, напушта клуб због несугласица са председником клуба.
Дана 31. августа 2006. прелази у ФК Тотенхем хотспер где се фудбалски афирмисао. Иако је био примећен од стране великих клубова, Чимбонда остаје још годину дана у Тотенхему са којим је продужио уговор. 
Од 2019. године, игра за клуб Аштон Таун, за који је до сада одиграо четири утакмице.

## Репрезентативна каријера
За репрезентацију Француске је дебитовао 2006. године. Учествовао је на Светском првенству 2006. године.

## Успеси
- Победник Енглеског Лига купа 2008. године
- Финалиста Енглеског Лига купа 2006. године[5]
- Члан Премијер лиге 2006. године